# Iniciativa per Catalunya Verds - Esquerra Unida i Alternativa
Iniciativa per Catalunya Verds - Esquerra Unida i Alternativa (ICV-EUiA) fou una coalició electoral formada per Iniciativa per Catalunya Verds i Esquerra Unida i Alternativa. Es presenten junts des del 2003 a les eleccions al Parlament de Catalunya fins al 2015 quan va entrar en coalició amb Podem i Equo per formar Catalunya Sí que es Pot per contestar les eleccions al Parlament de Catalunya i a les Corts Generals.

## Resultats electorals

### Eleccions al Parlament de Catalunya de 1999
A les eleccions del 1999 presentant-se per separats, Iniciativa per Catalunya Verds van obtenir tres diputats en solitari a la província de Barcelona, mentre que Esquerra Unida i Alternativa no en va aconseguir cap. ICV va obtenir dos diputats més en coalició amb el PSC en la resta de províncies.

### Eleccions al Parlament de Catalunya de 2003
A les eleccions van obtenir en coalició 9 diputats (8 per ICV i 1 per EUiA), set d'ells a la circumscripció de Barcelona, un a Girona i l'altre a Tarragona. En total van aconseguir 241.163 vots. Gràcies a aquest resultat van entrar al govern, juntament amb el Partit dels Socialistes de Catalunya i Esquerra Republicana de Catalunya.
El 14 de desembre de 2003, després de les eleccions al Parlament, PSC, ERC i ICV-EUiA acorden formar govern amb l'anomenat Pacte del Tinell. Així es formà un govern catalanista i d'esquerres.
Joan Saura i Laporta va ésser nomenat Conseller de Relacions Institucionals i Participació i Salvador Milà i Solsona, Conseller de Medi Ambient i Habitatge.

### Eleccions al Parlament de Catalunya de 2006
El 2006 van millorar els resultats, amb 282.693 vots i dotze diputats: dos més a Barcelona i un a Lleida. D'aquests dotze, dos foren per EUiA i la resta per ICV.
Després de les eleccions es produeix un acord per formar un Govern d'Entesa entre el Partit dels Socialistes de Catalunya-Ciutadans pel Canvi (PSC-CpC), Esquerra Republicana de Catalunya (ERC) i Iniciativa per Catalunya Verds - Esquerra Unida i Alternativa (ICV-EUiA).
Al Govern d'Entesa, hi tornen a haver dos consellers d'ICV-EUiA: Joan Saura va ésser designat Conseller d'Interior i Relacions Institucionals-Participació i Francesc Baltasar i Albesa de Medi Ambient i Habitatge.

### Eleccions al Parlament de Catalunya de 2010

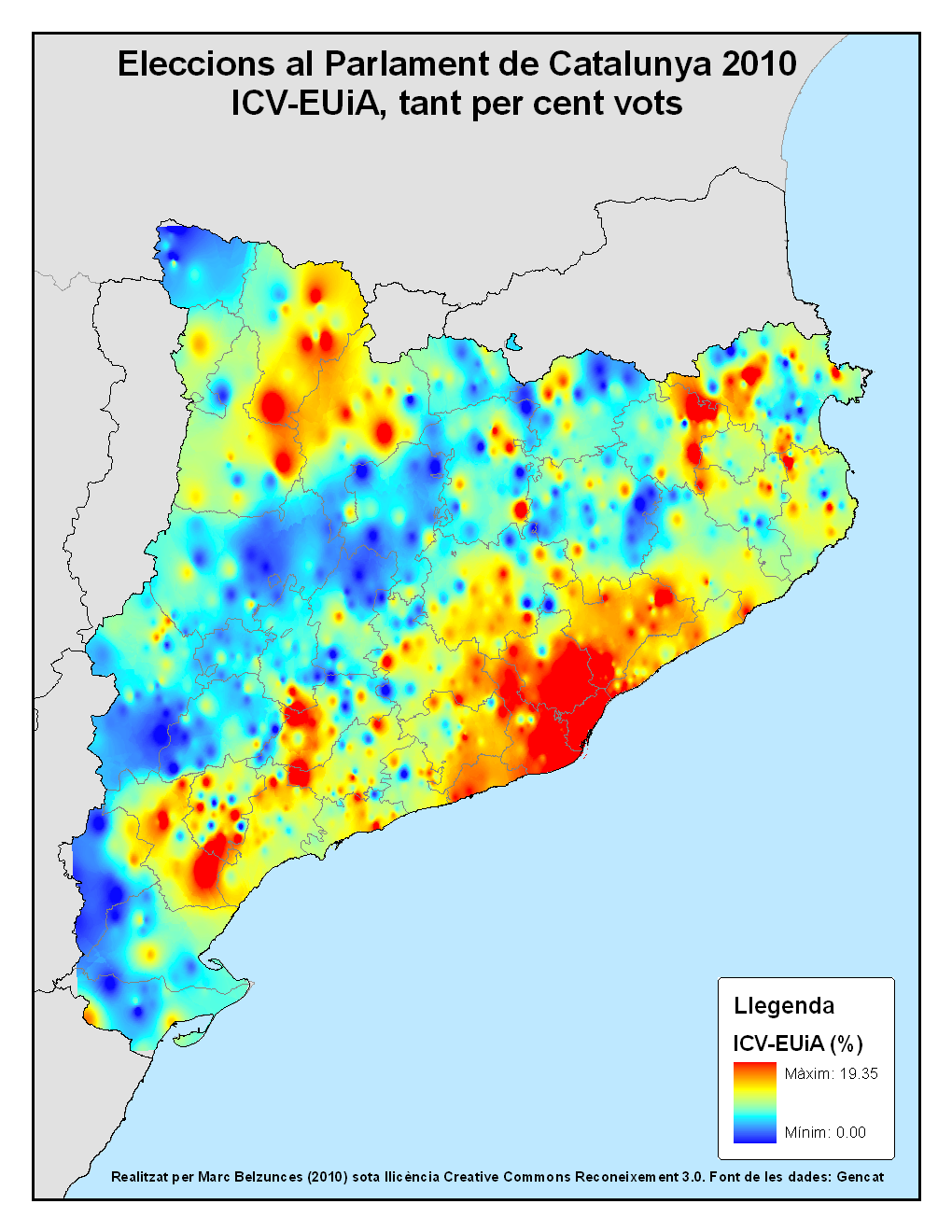
Suport en tant per cent de ICV-EUiA a les eleccions catalanes del 2010. En vermell les zones de major suport, en blau on el suport és menor.

El 2010 la coalició va perdre un 2,15% de vots. Les 230.824 paperetes van suposar una pèrdua de dos escons, i es van quedar amb 10 representants. Dels deu escons obtinguts, 8 foren per ICV i 2 per EUiA.

### Eleccions al Parlament de Catalunya de 2012
El 2012 van obtenir els millors resultats, amb 358.857 vots i 13 diputats (10 per ICV i 3 per EUiA).

## Resultats electorals

### Eleccions al Parlament
| Parlament de Catalunya |         |       |    |          |     |              |                      |
| Any                    | Vots    | %     | #  | Escons   | +/– | Líder        | Govern               |
| 2003                   | 241,163 | 7.28% | 5è | 9 / 135  | 6   | Joan Saura   | Coalició (Tripartit) |
| 2006                   | 282,693 | 9.52% | 5è | 12 / 135 | 3   | Joan Saura   | Coalició (Tripartit) |
| 2010                   | 230,824 | 7.37% | 4t | 10 / 135 | 2   | Joan Herrera | Oposició             |
| 2012                   | 359,705 | 9.90% | 5è | 13 / 135 | 3   | Joan Herrera | Oposició             |

### Eleccions a Corts Generals
| Corts Generals |           |           |           |           |           |           |           |
| Any            | Catalunya | Catalunya | Catalunya | Catalunya | Catalunya | Catalunya | Catalunya |
| Any            | Congrés   | Congrés   | Congrés   | Congrés   | Congrés   | Senat     | Senat     |
| Any            | Vots      | %         | #         | Escons    | +/–       | Escons    | +/–       |
| 2004           | 234,790   | 5.84%     | 5è        | 2 / 47    | Nou       | 1 / 16    | Nou       |
| 2008           | 183,338   | 4.92%     | 5è        | 1 / 47    | 1         | 1 / 16    |           |
| 2011           | 280,152   | 8.09%     | 4t        | 3 / 47    | 2         | 1 / 16    |           |

### Eleccions municipals
| Any  | Vots    | %     | Escons      | +/- |
| ---- | ------- | ----- | ----------- | --- |
| 2003 | 335.861 | 10,53 | 397 / 8.690 | Nou |
| 2007 | 257.947 | 9,28  | 451 / 8.690 | 54  |
| 2011 | 242.021 | 8,80  | 400 / 8.690 | 51  |

### Eleccions europees
| Any  | Candidatura            | Vots (Cat) | % (Cat) | Escons | +/- |
| ---- | ---------------------- | ---------- | ------- | ------ | --- |
| 2004 | Dins d'Esquerra Unida  | 151.871    | 7,21    | 1 / 54 | Nou |
| 2009 | Dins de L'Esquerra     | 119.755    | 6,26    | 1 / 54 | =   |
| 2014 | Dins L'Esquerra Plural | 259.152    | 10,49   | 1 / 54 | =   |